# Voyage to the Bottom of the Sea (televisieserie)
Voyage to the Bottom of the Sea is een Amerikaanse sciencefictiontelevisieserie die uitgezonden werd van 1964 tot 1968.

## Geschiedenis
De serie is gebaseerd op de film Voyage to the Bottom of the Sea, beide werden bedacht door Irwin Allen. Uit de film werden daardoor decors, kostuums, speciale effecten-modellen en enkele filmfragmenten in de televisieserie herbruikt.
Voyage to the Bottom of the Sea werd uitgezonden door ABC van 14 september 1964 tot 31 maart 1968 en was de eerste van de vier sciencefictiontelevisieseries van Irwin Allen en de langstlopende. Het grootste gedeelte van de serie speelt zich af onder water en in de toekomst van toen: seizoen 1 en 2 in de jaren zeventig en seizoen 3 en 4 in de jaren tachtig. De serie had voor die jaren ook de langst doorlopende acteursrollen. De hoofdrollen werden vertolkt door Richard Basehart en David Hedison.
Van de 110 afleveringen waren er 32 in zwart-wit (1964-1965) en 78 in kleur (1965-1968).

## Verloop van de serie

### Pilootaflevering
De pilootaflevering "Eleven Days to Zero" is in kleur gefilmd maar op televisie vertoond in zwart-wit. Het bracht het publiek de toekomstige technieken zoals de kernonderzeeër Seaview met zijn leidinggevende bemanning waaronder de ontwerper en bouwer van de onderzeeboot, admiraal Harriman Nelson (Richard Basehart) en commandant Lee Crane (David Hedison) als kapitein van de Seaview.
De duikboot heeft zijn basis bij het Nelson Instituut van Zeeonderzoek (NIMR) in Santa Barbara, 200 meter onder het instituut in een geheime, uitgegraven grot. De Seaview dient officieel als zeeonderzoekschip en bezoekt exotische locaties in de zeven zeeën, maar de geheime missie is om de planeet te beschermen van alle wereldse en buitenaardse bedreigingen van de toenmalige toekomst, in de jaren 1970.

### Seizoen 1
Het eerste seizoen van de afleveringen begon met Admiraal Nelson en de bemanning van de Seaview vechtend tegen een buitenlandse regering om een wereldwijde aardbeving te voorkomen en te beletten dat deze regering Amerikaanse duikboten vernietigde met een nieuwe techniek in The Fear Makers en The Enemies.
Dit seizoen had ook verschillende afleveringen met speciale gevaren van de oceaan waarin de Seaview-bemanning ook de gewone gevaren moest bekampen. Twee voorbeelden zijn "Submarine Sunk Here" en de "The Ghost of Moby Dick". De duikerklok en een miniduikboot werden geïntroduceerd, de eerste aflevering met aliens in The Sky is Falling, de eerste zeemonsters en het seizoen eindigde met een gevecht tussen de Seaview en een buitenlandse regering om een verdedigingswapen te redden.
In het eerste seizoen waren ook enkele verhalen met verwijzing naar de Koude Oorlog en zinspeling op nabije speculatieve fictie. Vele afleveringen gingen over spionage- en sciencefictiononderwerpen. Soms waren aliens, zeemonsters en dinosaurussen het onderwerp van een aflevering maar meestal waren buitenlandse regeringen de grote vijand. De sciencefictionscripts gaven wel een realistisch beeld van wat de toekomst zou kunnen brengen.
Tijdens het verloop van het eerste seizoen werd Admiraal Nelson gepromoveerd van een driesterren- naar een viersterren-admiraal. Dit werd gedaan terwijl eigenlijk het marineonderzoeksvaartuig SSRN Seaview deel uitmaakte van de Amerikaanse vloot met kernraketten (te zien in Doomsday).
Bij start van elke aflevering had de titellijst een achtergrond van een naar het wateroppervlakte stijgende Seaview en de eindgenerieken een achtergrond van een afbeelding van het spectaculair opduiken van Seaview in het noordpoollandschap, zoals bij de start van de filmversie (1961).

### Seizoen 2
Het tweede seizoen begon met afleveringen in een walvis, in een vulkaan, enkele Koude Oorlog-intriges en één met het thema kernoorlog. Het seizoen eindigde met een verhaal over een geest, een van die afleveringen had een vervolgaflevering. Vanaf de start van het seizoen werd het hoofd van de machinekamer "Curly" Jones (Henry Kulky, overleden 12 februari 1965) vervangen door Francis Ethelbert Sharkey.
Ten gevolge van ABC's opmerkingen voor een wat lichtere invulling van de serie steeg het aantal "monster van de week"-afleveringen, hoewel er toch nog enkele afleveringen zijn die teruggrepen naar de thema's uit het eerste seizoen. De opvallendste verandering in het tweede seizoen was de intrede van de kleurenfilm en de belangrijkste verandering was het herontwerpen van de binneninrichting van de Seaview waar ook de "Vliegende duikboot" werd toegevoegd. Dit was een kleine, gele, tweepersoons miniduikboot met passagiersmogelijkheid. De bewapening was een laserkanon. De miniduikboot FS-1 kon zelfstandig in en uit de oceaan om als vliegtuig te dienen, waarmee het futuristisch tuig de reismogelijkheden vergrootte van de bemanning. De "Vliegende duikboot" huisde in het onderste deel van de boeg van de Seaview. Het private observatiedek van de Seaview werd nooit meer getoond. De acht kleine ramen werden vervangen door vier grotere om het geheel meer futuristisch te maken.
De bemanning kreeg ook kleuriger kledij (rode of licht blauwe jumpsuits) en witte Keds om het meeste voordeel te halen uit de overschakeling van zwart-wit naar kleurenfilm. De officieren en onderofficieren behielden hun kakiuniformen. De controlekamer werd groter en opener met op de achtergrond de boegvensters van het schip. De Seaview kreeg ook een krachtige laserstraal in het boeglicht. De kleine duikboot uit het eerste seizoen verdween als hoofdobject maar verscheen nog af en toe. De Vliegende duikboot kwam in de aftiteling van het gehele tweede seizoen, terwijl de generiek van de afleveringen een kleurenversie werd van deze uit het eerste seizoen. Toch werd snel besloten om een nieuwe versie te maken en nu met een duikende Seaview.
De Vliegende duikboot kwam ook voor in Irwin Allen film City Beneath the Sea (1971) net zoals de Seaview tijdens de evacuatiescène.
De aflevering The Sky's On Fire uit het tweede seizoen was een remake van het basisverhaal van de film Voyage to the Bottom of the Sea (1961) met gebruikmaking van stroken film ervan. Andere delen die niet in de film gebruikt zijn, werden wel gebruikt in afleveringen zoals 'The Village of Guilt' (de reuze octopus) en 'Submarine Sunk Here' (met het mijnenveld).
Enkele latere afleveringen van het tweede seizoen werden gefilmd zonder Richard Basehart omdat hij in het ziekenhuis lag met een bloedende maagzweer. De scènes met de Vliegende duikboot in "The Monster's Web" waren opgenomen voor zijn hospitalisatie, waardoor er een invaller nodig was en andere personages grote delen tekst overnamen. De twee volgende afleveringen speelde Basehart helemaal niet mee, eenvoudig omdat hij niet in het verhaal voorkwam. In de aflevering "The Menfish" speelde Gary Merrill de rol van Admiraal Park, een collega van Nelson, die insprong als vervanger. Basehart kwam terug in Return of the Phantom, de laatste aflevering van dit seizoen.

### Seizoen 3
Het derde seizoen van Voyage to the Bottom of the Sea liep samen met twee andere van door Irwin Allen geproduceerde tv-series: het tweede seizoen van Lost in Space en het eerste (enige seizoen) van The Time Tunnel.
Het derde seizoen begon met Dick Tufeld uit Lost in Space die de rol speelde van een lichaamsloos, boosaardig brein uit de ruimte. Het vervolgde met een weerwolfverhaal, dat in twee afleveringen als basisverhaal diende. In een andere aflevering kwam de bemanning van de Seaview, nazi's tegen die dachten dat Tweede Wereldoorlog nog altijd werd uitgevochten. Er waren maar twee spionageverhalen in het derde seizoen en één "gevaar uit de oceaan"-verhaal dat deed terugdenken aan het eerste seizoen.
De laatste twee seizoenen gingen ook meer in op paranormale verhaallijnen die populair waren in de late jaren 1960. mummies, weerwolven, sprekende poppen en boosaardige leprechauns wandelden allemaal in de gangen van de Seaview. Om de reeks van vreemde figuren af te sluiten met een fossiele mens, een vlammenmens, een ijsmens, een kreeftmens en een schaduwmens.
De generiek was grotendeels hetzelfde als in het tweede seizoen, bij aanvang was er een gele tekst die eerst vervangen werd door een witte tekst, om terug naar geel te gaan om definitief naar een goudgele kleur over te gaan. De aftiteling kreeg een groenkleurig geschilderde achtergrond van de Seaview onder water.

### Seizoen 4
Het vierde en laatste seizoen van Voyage begon met Victor Jory die de rol speelde van een 500 jaar oude alchemist terwijl de Seaview bedreigd werd door krachtige onderwaterstromingen komende van een vulkaan op de rand van een grote eruptie. Vanaf aflevering 9 (Rescue) werd de generiek vernieuwd met actiefragmenten, foto's van de acteurs in kleur op een achtergrond van een sonarscherm. De aftiteling bleef onveranderd zoals in seizoen drie. Naar het einde toe van het vierde seizoen waren er drie losse verhalen in drie weken over een buitenaardse invasie. Eén aflevering ging over een meester in vermomming die infiltreerde onder de bemanning en zware schade aanrichtte. In een andere aflevering beïnvloedden Nelson, Morton en Sharkey geestelijk Crane. Er waren twee verhalen over "het reizen in de tijd" welke beide de vreemde en gevaarlijke mr.Pem (Henry Jones) hadden. In de tweede ging de Seaview terug in de tijd naar de Amerikaanse revolutie. De aflevering eindigde met het terugkeren van de Seaview naar de huidige tijd. In de laatste scène zaten Nelson en Crane in de zelden gebruikte gemakkelijke stoelen aan de bakboordzijde van de observatieruimte, pratend over het snel voorbijgaan van de tijd.  Met deze scène voer de Seaview in de televisiegeschiedenis.
In maart 1968 werd er bekendgemaakt dat er geen vijfde seizoen zou komen van de Voyage.

## Muziek
Het hoofdthema van de televisieserie, "The Seaview Theme", is geschreven door Paul Sawtell. Een nieuwe, donkerder, ernstiger thema werd gecomponeerd door Jerry Goldsmith en werd gebruikt bij het begin van het tweede seizoen in de aflevering Jonah and the Whale, maar dit werd snel vervangen door het originele. Een versie van de  Goldsmith-suite bewerkt voor orkest door Nelson Riddle in de aflevering "Escape From Venice" en de originele Goldsmith-suite werd gebruikt in de rest van de serie. De hoofdcomponist en muziekverantwoordelijke was dirigent Lionel Newman. Hij componeerde een goed klinkende filmmuziek voor het tweede seizoen welke gebruikt werd tijdens de generiek direct na het thema. Deze is gebruikt in vele afleveringen vanaf The Left Handed Man tot en met de eerste afleveringen van het derde seizoen. Gastcomponisten waren onder andere: Lennie Hayton, Hugo Friedhofer, Alexander Courage (componist in Star Trek: The Original Series), Morton Stevens, Leith Stevens (geen familie) en Sawtell.
GNP Crescendo bracht de filmmuziek uit in 1997 als deel van de documentairereeks The Fantasy Worlds Of Irwin Allen met ook Sawtell's thema van de serie, zijn muziek van de pilootaflevering Eleven Days To Zero (tracks 2–6) en Goldsmith's werk voor Jonah and the Whale.

## Overzicht regisseurs met aantal afleveringen
| Regisseur                                | Afl |
| ---------------------------------------- | --- |
| Jus Addiss (als Justus Addiss)           | 16  |
| Jerry Hopper                             | 15  |
| Sobey Martin                             | 14  |
| Harry Harris                             | 12  |
| Leonard Horn                             | 9   |
| Felix E. Feist (als Felix Feist)         | 6   |
| Robert Sparr                             | 5   |
| James Goldstone                          | 4   |
| Gerald Mayer                             | 4   |
| Nathan Juran                             | 3   |
| Sutton Roley                             | 3   |
| Charles R. Rondeau (als Charles Rondeau) | 3   |
| Irwin Allen                              | 2   |
| John Brahm                               | 2   |
| Laslo Benedek                            | 2   |
| Alex March                               | 2   |
| Alan Crosland Jr.                        | 1   |
| Joseph Lejtes (als Josef Leytes)         | 1   |
| Gerd Oswald                              | 1   |
| Leo Penn                                 | 1   |
| James B. Clark (als James Clark)         | 1   |
| Abner Biberman                           | 1   |
| Tom Gries                                | 1   |
| Harmon Jones                             | 1   |